# Zwinin
Le mont Zwinin (en ukrainien : Дзвинів ou Dzviniv, en russe : Джвинув ou Djvinouv, en polonais : Zwinin ), culminant à 988 m d'altitude, est un sommet du massif des Beskides, partie des Carpates orientales en Ukraine. Il se situe à quelques kilomètres au sud de la ville de Stryï.
Sa crête a une longeur de 10 kilomètres. Avec la rivière Stryï, la montagne fait partie d'un parc national appelé natsional'ny parc Skolivs'ki Beskides (parc national des Beskides Skole).

## Histoire

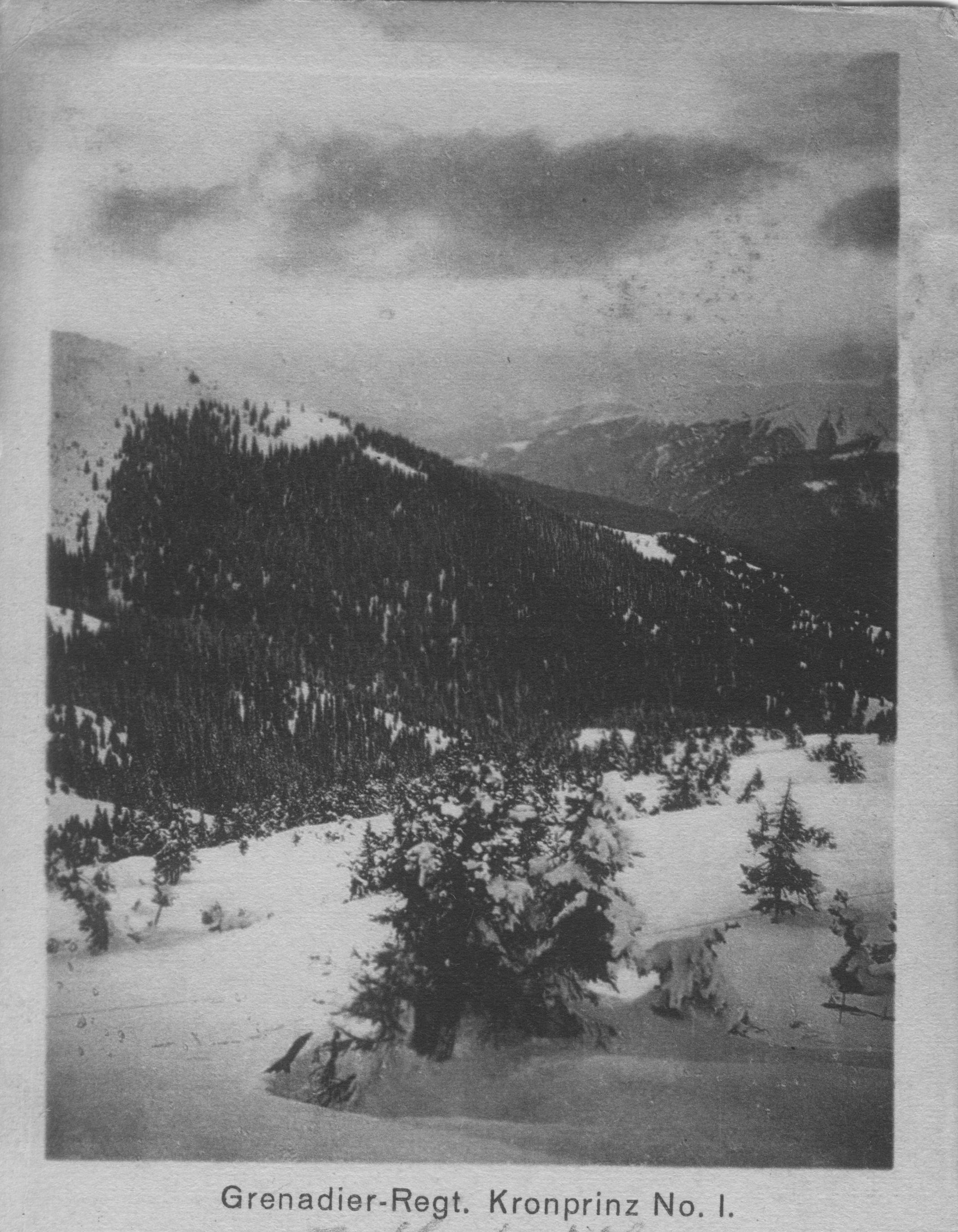
Le mont Zwinin photographié en 1915 par un soldat allemand.

Durant la Première Guerre mondiale a eu lieu la bataille de Zwinin, du 5 février au 9 avril 1915. L'armée du Sud des Empires centraux a pris la montagne Zwinin sous le commandement du général Felix von Bothmer.